# Världsmästerskapen i mountainbikeorientering 2015
Världsmästerskapen i mountainbikeorientering 2015 hölls mellan den 14 och 23 augusti 2015 i Liberec i Tjeckien. Det var den 13:e upplagan av världsmästerskapen i mountainbikeorientering.

## Medaljörer

### Herrar

#### Sprint[2]
- Luca Dallavalle,  Italien, 20.58
- Vojtěch Stránský,  Tjeckien, 21.02
- Lauri Malsroos,  Estland, 21.18

#### Medeldistans[3]
- Anton Foliforov,  Ryssland, 58.16
- Luca Dallavalle,  Italien, 58.21
- Marek Pospíšek,  Tjeckien, 59.20

#### Långdistans[4]
- Anton Foliforov,  Ryssland, 1:42.11
- Jussi Laurila,  Finland, 1:43.41
- Luca Dallavalle,  Italien, 1:43.47

#### Stafett[5]
- Österrike (Kevin Haselsberger, Bernhard Schachinger, Andreas Waldmann), 2:32.15
- Ryssland (Ruslan Gritsan, Valerii Glukhov, Anton Foliforov), 2:32.23
- Finland (Pekka Niemi, Samuli Saarela, Jussi Laurila), 2:32.26

### Damer

#### Sprint[2]
- Martina Tichovská,  Tjeckien, 21.52
- Susanna Laurila,  Finland, 22.47
- Cecilia Thomasson,  Sverige, 22.49

#### Medeldistans[3]
- Gaëlle Barlet,  Frankrike, 53.32
- Martina Tichovská,  Tjeckien, 53.56
- Emily Benham,  Storbritannien, 54.06

#### Långdistans[4]
- Martina Tichovská,  Tjeckien, 1:31.07
- Svetlana Poverina,  Ryssland, 1:32.13
- Cecilia Thomasson,  Sverige, 1:34.04

#### Stafett[5]
- Finland (Ingrid Stengård, Marika Hara, Susanna Laurila), 2:08.19
- Ryssland (Tatiana Repina, Anastasiya Bolshova, Svetlana Poverina), 2:09.45
- Tjeckien (Renata Paulíčková, Marie Březinová, Martina Tichovská), 2:09.51